# Mallacoota
Mallacoota (972 habitants) est un village côtier du Gippsland devenu une petite ville balnéaire, dans la région East Gippsland de l'État de Victoria en Australie, à 523 kilomètres à l'est de Melbourne et à 526 au sud de Sydney. C'est le dernier village côtier avant la frontière avec la Nouvelle-Galles du Sud.
C'est le dernier canton officiel de la côte-Est de Victoria avant la frontière avec la Nouvelle-Galles du Sud.
C'est un lieu de vacances réputé pour le canotage, la pêche, la marche sur la côte sauvage, la natation, l'observation des oiseaux et le surf. Le Mallacoota Arts Council organise des événements tout au long de chaque année. Mallacoota Inlet est l'un des principaux villages le long de la côte sauvage à pied de NSW à Victoria, en Australie.
Il est entouré par le parc national Croajingolong.
Bairnsdale possède un aéroport régional (code AITA : XMC), associant une piste en gravier pour les avions légers à une piste asphaltée pour les avions commerciaux au départ de Melbourne.
Fin 2019 d'importants incendies ont marqué la ville et son environnement

## Histoire
Durant la préhistoire récente, la région faisait partie du territoire du peuple Bidawal.
Des chasses à la baleine à terre étaient encore possibles en 1841 (sous la direction du capitaine John Stevenson)
Dans les années 1830, les colons européen commencent à s'installer dans la région. Ils construisent un petit phare en bois sur l'île proche de Gabo en 1854 (qui sera remplaé par le phare en granit acrtuel en 1862.
Dans les années 1880, la pêche commerciale est déjà bien établie, certaines captures étant expédiées vers le sud (à Melbourne). Et déjà les premiers touristes arriver.
En 1894 de l'or est découvert près du village (une mine, dite Mine Spotted Dog fonctionnera durant trois ans. Cette mme année, un bureau de poste ouvre (7 mai 1894), qu!i sera complété par un second bureau ("Mallacoota Ouest" en 1901). En 1928, Mallacoota-Ouest est renommé Mallacoota, alors que Mallacoota-Est est rebaptisé Mallacoota East (fermant en 1940).
Un aérodrome est construit lors de la Seconde Guerre mondiale à des fins de défense côtière.
Au cours du XXe siècle, les industries de l'exploitation forestière, de l'agriculture et de la pêche dans la région ont décliné, alors que l'industrie du tourisme et celle des ormeaux[Lequel ?] se développaient (la coopérative d'ormeaux créé en 1967 est devenu le premier employeur de la ville).
Fin 2019, en décembre, malgré un climat relativement océanique, dans un contexte estival chaud, sec et venteux, Mallacoota, Corryong et la région de l'East Gippsland ont été marqués par d'importants incendies qui ont détruit de nombreuses habitations, biens et champs. Environ 5 000 résidents et vacanciers ont du se réfugier en urgence sur la plage et l'estran, après que le vent ait poussé un feu de brousse vers la ville, et sous un ciel rougeoyant ou obscurci par les fumées (au point d'évoquer la nuit).

## Démographie
En 2016, Mallacoota recensait officiellement 1 063 habitants, mais durant les vacances, en particulier à Pâques et à Noël, la population augmente d'environ 8 000 personnes.

## Géographie
La ville est l'une des plus isolées de l'État de Victoria, à 25 kilomètres de l'autoroute Princes Highway et 523 km et à 6 heures de Melbourne ; 526 km et à 7 heures de Sydney. Elle est à mi-chemin entre Melbourne et Sydney.

## Économie
La ville est connu pour son industrie des fleurs sauvages et celle de l'ormeau.

En outre sa situation littorale, un estuaire (composée de deux lacs ; haut et bas) et le Parc national Croajingolong qui entourent attirent de nombreux touristes qui peuvent notamment pratiquer l'observation des baleines et petits cétacés (migratreurs ou résidents, y compris des espèces endémiques et/ou menacées, la baleine franche australe, la baleine à bosse ou encore le rarissime dauphin Burrunan qui n'a été découvert qu'en 2011, et dont seuls environ 150 individus sont actuellement recensés (uniquement en Australie).

## Sport
Le littoral sauvage et le parc voisin attirent de nombreux marcheurs.
La ville dispose d'un terrain de golf et d'un club de football (les Mallacoota Blues) la villa accueillant un tournoi annuel de football (Coupe de Mallacoota). Sean Dempster, défenseur de l'équipe des Sydney Swans, primé en 2005 et ancien joueur du St Kilda  est originaire de Mallacoota.
Des compétitions de pêche sont également organisées à Mallacoota (le week-end ou durant l'année).

## Climat
Mallacoota a un climat subtropical ( Cr ) selon le système classification climatique de Trewartha, ou un climat océanique ( Cfb ) selon la Classification de Köppen.

### Personnalités notables
- E. J. Brady (1869–1952), écrivain, chansonnier
- Sue Hines (né en 1959), auteur pour enfant
- Bruce Pascoe (né en 1947), auteur aborigène

## Galerie d'images

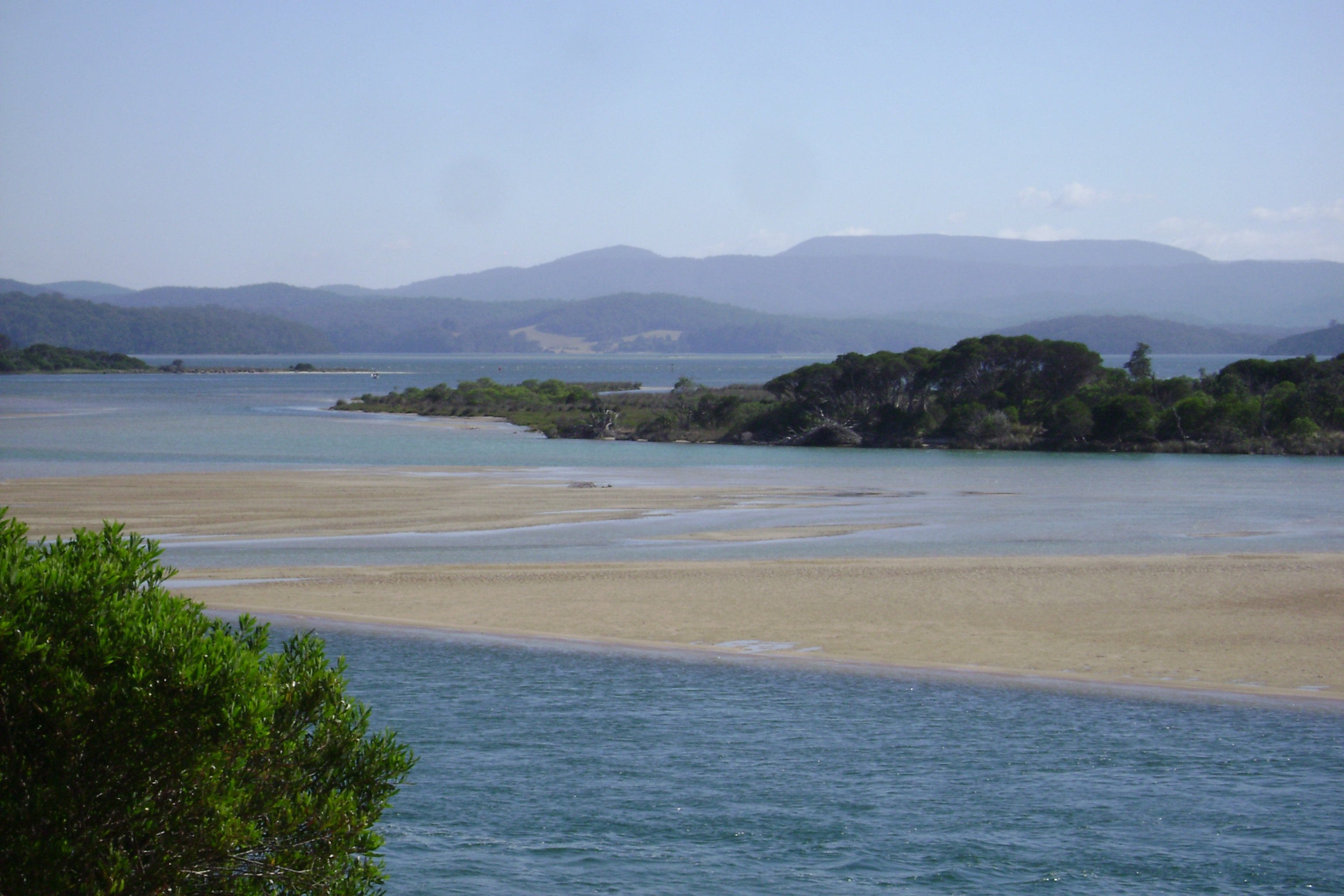
Estuaire de Mallacoota
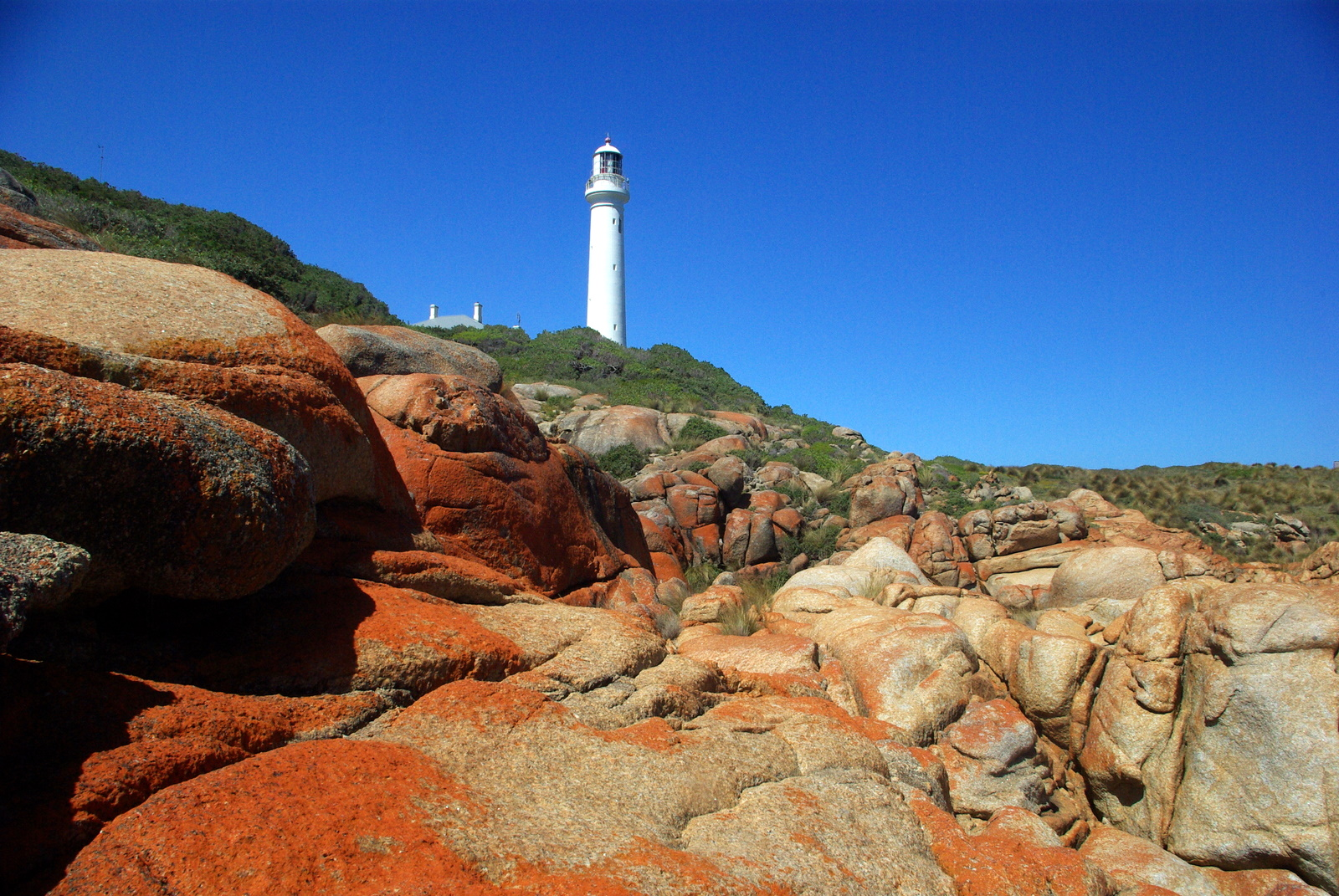
Phare
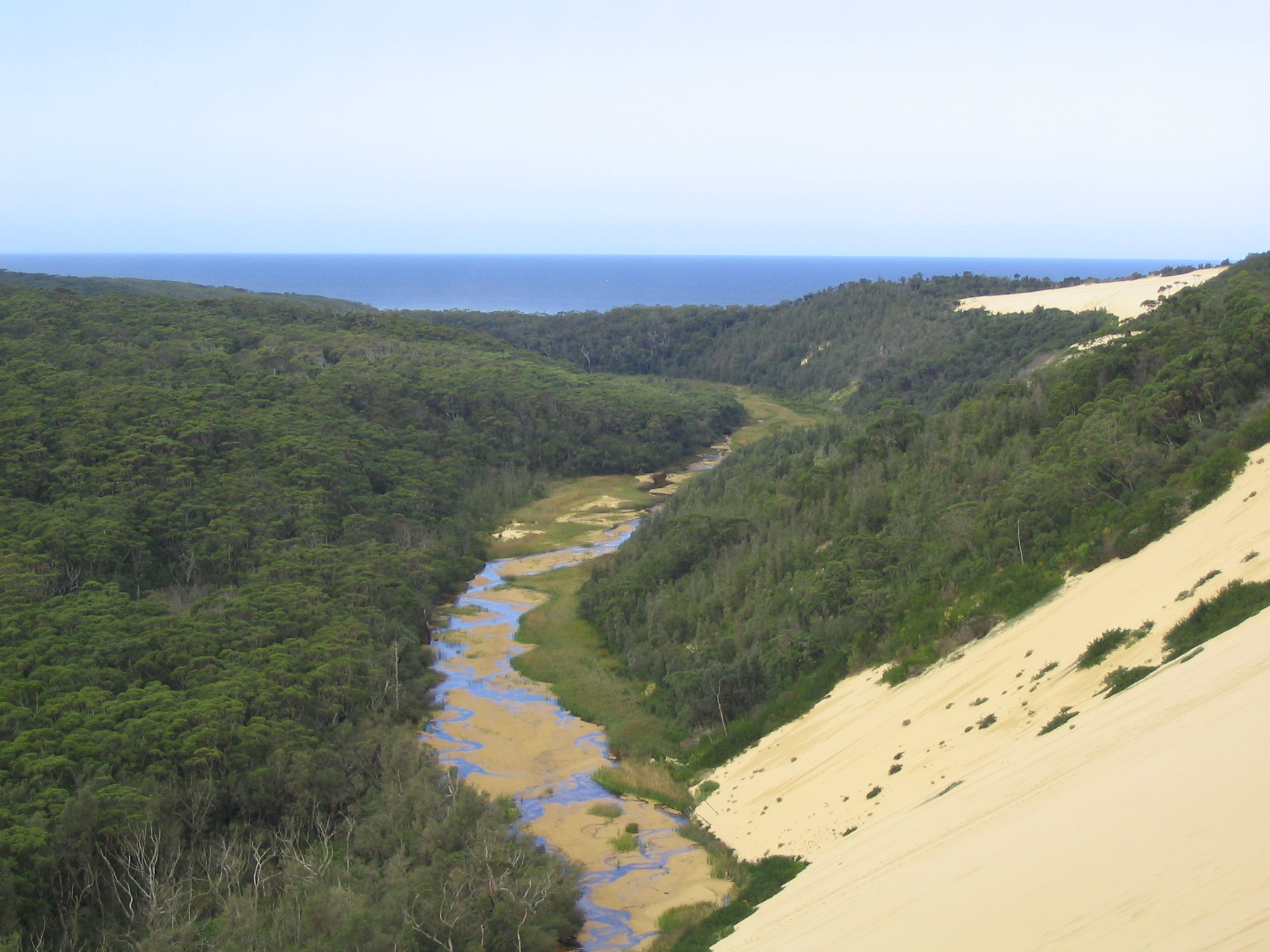
Thurra (petit fleuve côtier)